# Немањина улица (Земун)
| Немањина улица (Земун)                                         | Немањина улица (Земун) |
| -------------------------------------------------------------- | ---------------------- |
|                                                                |                        |
| Општина                                                        | Земун                  |
| Дужина                                                         | 400 m                  |
| Ширина                                                         | 5 m                    |
|                                                                |                        |
|                                                                |                        |
| Немањина улица, Земун, лево је зграда Пољопривредног факултета |                        |

Немањина улица налази се у централном делу ГО Земун.

## Траса
Немањина улица почиње у продужетку Светосавске улице, од Штросмајерове, и праволинијски иде до раскрснице са улицама Авијатичарски трг и Николаја Островског, укупне дужине око 400м.

## Име улице
Улица носи име Стефана Немање (око 1113 - 1199 или 1200), који је био велики жупан Рашке и један од најзначајнијих српских владара. Сматра се утемељивачем српске државе и родоначелником династије Немањића. Са својим најмлађим сином, Светим Савом, поставио је темеље Српске православне цркве, а пред смрт се замонашио узевши име Симеон. Посмртни остаци Стефана Немање налазе се у манастиру Студеница. Стефан Немања је био веома побожан и саградио је и обновио велики број манастира и цркава, а помогао је и хришћанске светиње у другим земљама.

## Значајни објекти
У Немањиној улици бр. 6 налази се Пољопривредни факултет Универзитета у Београду, са одсецима за: рaтaрство, воћaрство и виногрaдaрство, хортикултуру, зоотехнику, мелиорaције земљиштa, фитомедицину, пољопривредну технику, прехрaмбену технологију и aгроекономију. Припремa зa отвaрaње и почетaк рaдa Пољопривредног фaкултетa трaјaлa је до јесени 1920. године, a нaстaвa је почелa 5. децембрa. Године 1930. Фaкултет добијa нови нaзив, Пољопривредно-шумaрски фaкултет, дa би се 1949. године издвојили кaо сaмостaлни фaкултети: Шумaрски и Пољопривредни фaкултет.
На броју 25 налази се Основна школа „Светозар Милетић” која носи име једног од најутицајнијих српских политичара друге половине 19. века. Зграда у којој се школа налази саграђена је 1914. године. Настава се одвија у 14 учионица, 3 кабинета, фискултурној сали и отвореним спортским теренима у школском дворишту.
Музичка школа „Коста Манојловић“, Немањина 9, отпочела је са радом 1. септембра 1939. године, као издвојено одељење музичке школе „Станковић“ из Београда. 1949. године школа је добила статус редовне шестогодишње и бесплатне школе, а од 1954. носи име Косте Манојловића, познатог музиколога, композитора, оснивача и првог ректора Музичке академије у Београду. У школи постоји седам одсека: за клавир, гудачке инструменте, дувачке инструменте, соло-певање, хармонику, гитару и одсек за музичку продукцију и снимање звука.

## Саобраћај
Немањином улицом не пролазе возила градског превоза, али се везе са осталим деловима града остварују линијама ГСП−а које пролазе Главном улицом и улицом Николаја Островског (17, 45, 73, 82, 83, 84, 88, 610, 611).